# Feidippidés
Feidippidés (řecky Φειδιππίδης), také Filippidés byl legendární athénský posel, kterého podle Hérodota údajně koncem léta roku 490 př. n. l. po řeckém vítězství nad Peršany v bitvě u Marathónu poslal athénský vojevůdce Miltiadés s touto zprávou do Athén. Feidippidés doběhl a se slovy „νικῶμεν“ – „Zvítězili jsme“ vyčerpáním padl a zemřel.
Podle Plútarcha a Lúkiána se jmenoval Thersippos nebo Eukles. Běžel dlouhých 42 km. a 200 m.

## Kontroverze

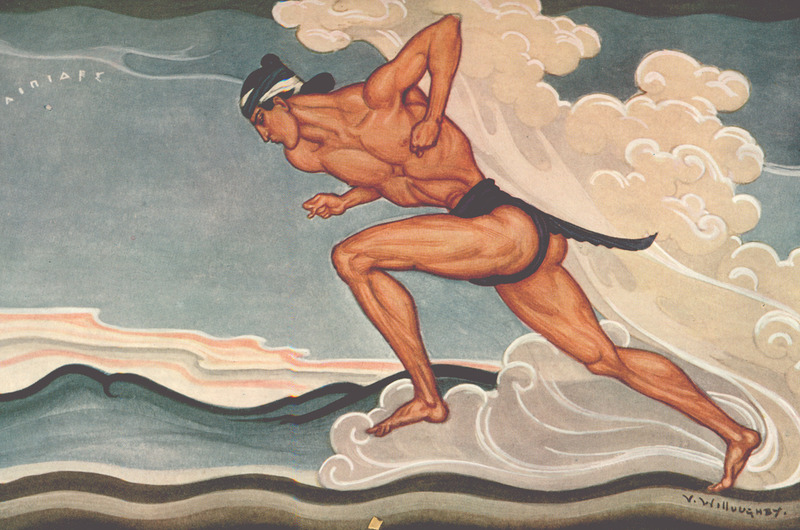
Marathonikes, malba Very Willoughby, 1925

Historikové jsou ve sporu, zda zprávu předal Feidipiddes, nebo Diomedón, nebo zda není jméno bájné. Proto se někdy obecněji nazývá maratóncem, řecky Marathónikés.

## Inspirace
Podle této báje byly zavedeny dva běžecké závody
- Baron Pierre de Coubertin se jí inspiroval k vytvoření maratónského běhu a jeho zavedení do programu prvních olympijských her v roce 1896.
- Vzdálenost 245 km mezi městy Sparta a Athény vedla roku 1983 k uvedení Spartathlonu.

Stejný námět měl skutečný příběh o běžci z bitvy u Murtenu, kterého po svém vítězství nad burgundským vévodou Karlem Smělým roku 1476 poslali spojenci Staré švýcarské konfederace do 17 kilometrů vzdáleného Fribourgu. Jeho pohřbené ostatky se našly.